# Mike Einziger
Michael Aaron Einziger (ur. 21 czerwca 1976 w Los Angeles) - multiinstrumentalista i gitarzysta zespołu Incubus oraz własnego projektu Time Lapse Consortium.
W zespole grał między innymi na gitarze, pianinie, syntezatorach oraz mellotronie. Aktualnie używa wzmacniaczy firmy Vox oraz Marshall oraz gitary Fender Jazzmaster.